# Херес-де-ла-Фронтера
Хере́с-де-ла-Фронте́ра (исп. Jerez de la Frontera) — город и муниципалитет в Испании, входит в провинцию Кадис, в составе автономного сообщества Андалусия. Муниципалитет находится в составе района (комарки) Кампинья-де-Херес. Занимает площадь 1188,14 км². Население — 208 896 человек (на 2010 год). Расстояние до административного центра провинции — 37 км.у.
Родина вина херес, различных видов которого насчитывается более 30.
В 711 году близ Херес-де-ла-Фронтера произошла битва при Гвадалете, где вестготское войско короля Родериха было разгромлено арабо-берберским войском Тарика ибн Зияда, что привело к покорению Испании мусульманами.
В 2025 году в Хересе, Кадисе и Андалусии, Испании будут снимать сериал Молодой Шерлок.

## История

### Древняя история
Следы присутствия человека в этом районе датируются неолитом, и люди населяли Херес-де-ла-Фронтера, по крайней мере, с медного или неолитического века, но личность первых аборигенов остается неясной. Первое крупное доисторическое поселение в этом районе (около третьего тысячелетия до н. э.) приписывается Тартессианам. Позже Херес стал римским городом под названием Asta Regia.

### Средние века
После падения Западной Римской Империи городом правили вандалы и вестготы, пока арабы не завоевали эту территорию в 711 году. В XI веке она ненадолго стала резиденцией независимой тайфы. Несколько лет спустя Абдун-ибн-Мухаммад объединил город с Аркосом и правил обоими (ок. 1040-1053). В 1053 году он был присоединён к Севилье. С 1145 по 1147 год регион Аркос и Херес недолгое время действовал как эмират под властью Гранады, возглавляемой Абу-ль-Касимом Ахьялом. Позже Альмохады захватили город. В XII и XIII веках Херес пережил период большого развития, построив свою оборонительную систему и установив нынешнюю планировку улиц Старого города. 
В 1231 году в окрестностях города произошла битва: христианские войска под командованием Альваро-Переса де Кастро, лорда Кастро и внука Альфонсо VII, короля Кастилии и Леона, разгромили войска эмира Ибн Худа, несмотря на численное превосходство последнего. После месячной осады в 1261 году город сдался Кастилии, но его мусульманское население осталось. Он восстал и был окончательно разбит в 1264 году.

### Раннее новое время
Открытие Америки и завоевание Гранады в 1492 году сделали Херес одним из самых процветающих городов Андалусии благодаря торговле и близости к портам Севильи и Кадиса. Несмотря на социальный, экономический и политический упадок, произошедший в XVII веке, к концу правления Габсбургов город сумел сохранить разумные темпы развития, став всемирно известным благодаря своей винодельческой промышленности.

## Население
| Год  | Численность | Численность   |
| ---- | ----------- | ------------- |
| 2001 | 185 091     | [ 4 ]         |
| 2002 | 187 087     | [ 5 ]         |
| 2003 | 191 002     | [ 6 ]         |
| 2004 | 192 648     | [ 7 ]         |
| 2005 | 196 275     | [ 8 ]         |
| 2006 | 199 544     | [ 9 ]         |
| 2007 | 202 687     | [ 10 ]        |
| 2008 | 205 364     | [ 11 ]        |
| 2009 | 207 532     | [ 12 ]        |
| 2010 | 208 896     | [ 13 ]        |
| 2011 | 210 861     | [ 14 ]        |
| 2012 | 211 900     | [ 15 ]        |
| 2013 | 211 670     | [ 16 ]        |
| 2014 | 212 226     | [ 17 ]        |
| 2015 | 212 876     | [ 18 ]        |
| 2016 | 212 830     | [ 19 ]        |
| 2017 | 212 915     | [ 20 ]        |
| 2018 | 212 879     | [ 21 ] [ 22 ] |
| 2019 | 212 749     | [ 23 ]        |
| 2020 | 213 105     | [ 24 ]        |
| 2021 | 212 801     | [ 25 ]        |
| 2022 | 212 730     | [ 26 ]        |
| 2023 | 213 231     | [ 27 ]        |
| 2024 | 213 688     | [ 2 ]         |

## Фотографии
- Крепостная башня, соединённая с винным погребом
- Алькасар
- Церковь
- Памятник Примо де Ривера, Мигель
- Кампинья-де-Херес
- Собор Херес-де-ла-Фронтера
- Аэропорт Херес
- Церковь
- Херес-пакгауз
- Кафедральный собор

## Спорт
В городе играет футбольный клуб «Херес».
Также есть гоночная трасса Херес, на которой проводятся этапы чемпионата мира по мотогонкам в классе MotoGP.

## Города-побратимы
- Арль (с 29 июля 1980 года)
- Текила (с 27 апреля 1982 года)
- Бристоль (с 2 декабря 1986 года)
- Коньяк (с 16 сентября 1989 года)
- Киёсу (с 19 января 1994 года
- Биарриц (с 21 марта 1997 года)
- Сьюдад-Хуарес (с 30 января 1998 года)
- Фос-ду-Игуасу (с 30 января 1998 года)
- Сакатекас (с 28 июня 2005 года)
- Писко (с 29 ноября 2005 года)
- Мокегуа (с 29 ноября 2005 года)
- Эль-Пасо